# Campeonato Mundial de Snowboard de 2025
El XVI Campeonato Mundial de Snowboard se celebró en la región de Engadina (Suiza) entre el 20 y el 29 de marzo de 2025 bajo la organización de la Federación Internacional de Esquí (FIS) y la Federación Suiza de Esquí. Paralelamente se realizó el XX Campeonato Mundial de Esquí Acrobático.

## Medallistas

### Masculino
| Evento                           | Oro                              | Plata                        | Bronce                              |
| -------------------------------- | -------------------------------- | ---------------------------- | ----------------------------------- |
| Eslalon paralelo (22.03)         | Tervel Zamfirov Bulgaria         | Arvid Auner · Austria        | Aaron March · Italia                |
| Eslalon gigante paralelo (20.03) | Roland Fischnaller · Italia      | Stefan Baumeister · Alemania | Lee Sang-Ho Corea del Sur           |
| Campo a través (28.03)           | Éliot Grondin · Canadá           | Loan Bozzolo Francia         | Alessandro Hämmerle · Austria       |
| Halfpipe (29.03)                 | Scott James Australia 95,00 pts. | Ruka Hirano Japón 92,25 pts. | Yuto Totsuka Japón 92,00 pts.       |
| Big air (28.03)                  | Ryoma Kimata Japón 176,75        | Taiga Hasegawa Japón 174,50  | Oliver Martin Estados Unidos 171,75 |
| Slopestyle (21.03)               | Liam Brearley · Canadá · 90,15   | Su Yiming China 85,07        | Oliver Martin Estados Unidos 78,98  |

### Femenino
| Evento                           | Oro                                      | Plata                           | Bronce                                  |
| -------------------------------- | ---------------------------------------- | ------------------------------- | --------------------------------------- |
| Eslalon paralelo (22.03)         | Tsubaki Miki Japón                       | Ester Ledecká · República Checa | Michelle Dekker · Países Bajos          |
| Eslalon gigante paralelo (20.03) | Ester Ledecká · República Checa          | Tsubaki Miki Japón              | Aleksandra Król-Walas · Polonia         |
| Campo a través (28.03)           | Michela Moioli · Italia                  | Charlotte Bankes Reino Unido    | Julia Pereira de Sousa Mabileau Francia |
| Halfpipe (29.03)                 | Chloe Kim Estados Unidos 93,50 pts.      | Sara Shimizu Japón 90,75 pts.   | Mitsuki Ono Japón 88,50 pts.            |
| Big air (28.03)                  | Kokomo Murase Japón 162,50               | Reira Iwabuchi Japón 156,00     | Mari Fukada Japón 153,25                |
| Slopestyle (21.03)               | Zoi Sadowski-Synnott Nueva Zelanda 90,15 | Kokomo Murase Japón 87,02       | Reira Iwabuchi Japón 83,55              |

### Mixto
| Evento                                       | Oro                                                  | Plata                                     | Bronce                                      |
| -------------------------------------------- | ---------------------------------------------------- | ----------------------------------------- | ------------------------------------------- |
| Eslalon gigante paralelo por equipos (23.03) | Maurizio Bormolini · Elisa Caffont · Italia          | Gabriel Messner · Jasmin Coratti · Italia | Andreas Prommegger · Sabine Payer · Austria |
| Campo a través por equipos (29.03)           | Loan Bozzolo Julia Pereira de Sousa Mabileau Francia | Cameron Bolton Mia Clift Australia        | Valerio Jud · Sina Siegenthaler · Suiza     |

## Medallero
| Núm. | País            | Oro | Plata | Bronce | Total |
| ---- | --------------- | --- | ----- | ------ | ----- |
| 1    | Japón           | 3   | 6     | 4      | 13    |
| 2    | Italia          | 3   | 1     | 1      | 5     |
| 3    | Canadá          | 2   | 0     | 0      | 2     |
| 4    | Francia         | 1   | 1     | 1      | 3     |
| 5    | Australia       | 1   | 1     | 0      | 2     |
| 5    | República Checa | 1   | 1     | 0      | 2     |
| 7    | Estados Unidos  | 1   | 0     | 2      | 3     |
| 8    | Bulgaria        | 1   | 0     | 0      | 1     |
| 8    | Nueva Zelanda   | 1   | 0     | 0      | 1     |
| 10   | Austria         | 0   | 1     | 2      | 3     |
| 11   | Alemania        | 0   | 1     | 0      | 1     |
| 11   | China           | 0   | 1     | 0      | 1     |
| 11   | Reino Unido     | 0   | 1     | 0      | 1     |
| 14   | Corea del Sur   | 0   | 0     | 1      | 1     |
| 14   | Países Bajos    | 0   | 0     | 1      | 1     |
| 14   | Polonia         | 0   | 0     | 1      | 1     |
| 14   | Suiza           | 0   | 0     | 1      | 1     |
|      | TOTAL           | 14  | 14    | 14     | 42    |